# Wajima
Wajima (japanska: 輪島市?, Wajima-shi) är en stad i Ishikawa prefektur i Japan. Staden är belägen vid kusten av Notohalvön vid Japanska havet. Folkmängden uppgår till cirka 29 000 invånare.
Staden är känd för Wajima-nuri (輪島塗), det lackarbete som utförs där. Tekniken som används i Wajima är unik; jinoko, en finmalen mineral, blandas tillsammans med lacken tidigt under produktionen. Den, tack vare jinoko, starka lacken täcks senare med ytterligare lager lack som sedan poleras till en blank, skinande yta. Ofta dekoreras den med guld eller något annat fint material.
Wajima är även känd för sin fiskmarknad, "Wajimas morgonmarknad" (輪島朝市), som är öppen varje dag förutom den 10:e och 25:e i varje månad. På marknaden säljs färsk fisk, skaldjur, Wajima-nuri (lackerade föremål) och andra hantverk.

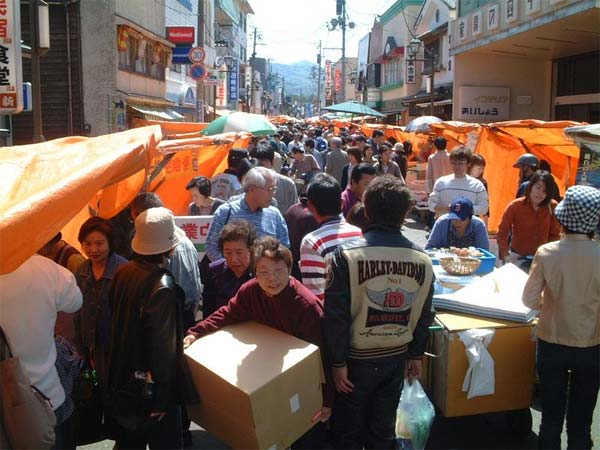
Marknaden i Wajima.

## Festivaler
I Wajima finns, liksom i många andra japanska städer, en festival, Wajima Taisai (輪島大祭). Festivalen återkommer årligen under den sista eller näst sista veckan i augusti. En annan festival är Wajimas krabbfestival (輪島かに祭り) som firas varje år i mitten av november.

## Kommunikationer
Wajima betjänas av Noto flygplats (IATA: NTQ), belägen strax sydost om staden. 